# Lucy Hawking
Catherine Lucy Hawking (Londres, 2 de novembro de 1969) é uma jornalista, escritora, educadora, e filantropa inglesa. É filha do falecido físico teórico Stephen Hawking com a escritora Jane Wilde Hawking. Ela mora em Londres, e é mais conhecida como romancista de literatura infantojuvenil e educadora científica.

## Biografia
Lucy Hawking nasceu em Londres, em 1970. É filha de Stephen Hawking e da escritora Jane Wilde Hawking. Ela tem dois irmãos, Robert e Timothy Hawking, tendo se criado em Cambridge, após alguns anos passados em Pasadena, na Califórnia, quando criança. Como uma jovem adulta, ela desempenhou um papel significativo cuidando do seu pai e a deterioração da saúde causada por doença do neurônio motor.
Hawking estudou língua francesa e russa na Universidade de Oxford. Durante a universidade, ela passou um tempo em Moscovo a concentrar-se em seus estudos de russo; depois de concluir a sua graduação, ela passou a estudar jornalismo internacional na City University de Londres. Lá, ela percebeu que não queria fazer uma carreira fora do jornalismo, embora acha-se que fosse uma boa prática de escrita, bem como também uma forma prática para obter a profissão de escrita.

## Carreira
Depois da universidade Hawking passou um tempo trabalhando como jornalista. Ela escreveu para o New York magazine, o Daily Mail, O Telégrafo, The Times, o London Evening Standard, e O Guardião. Ela também trabalhou como jornalista de rádio.

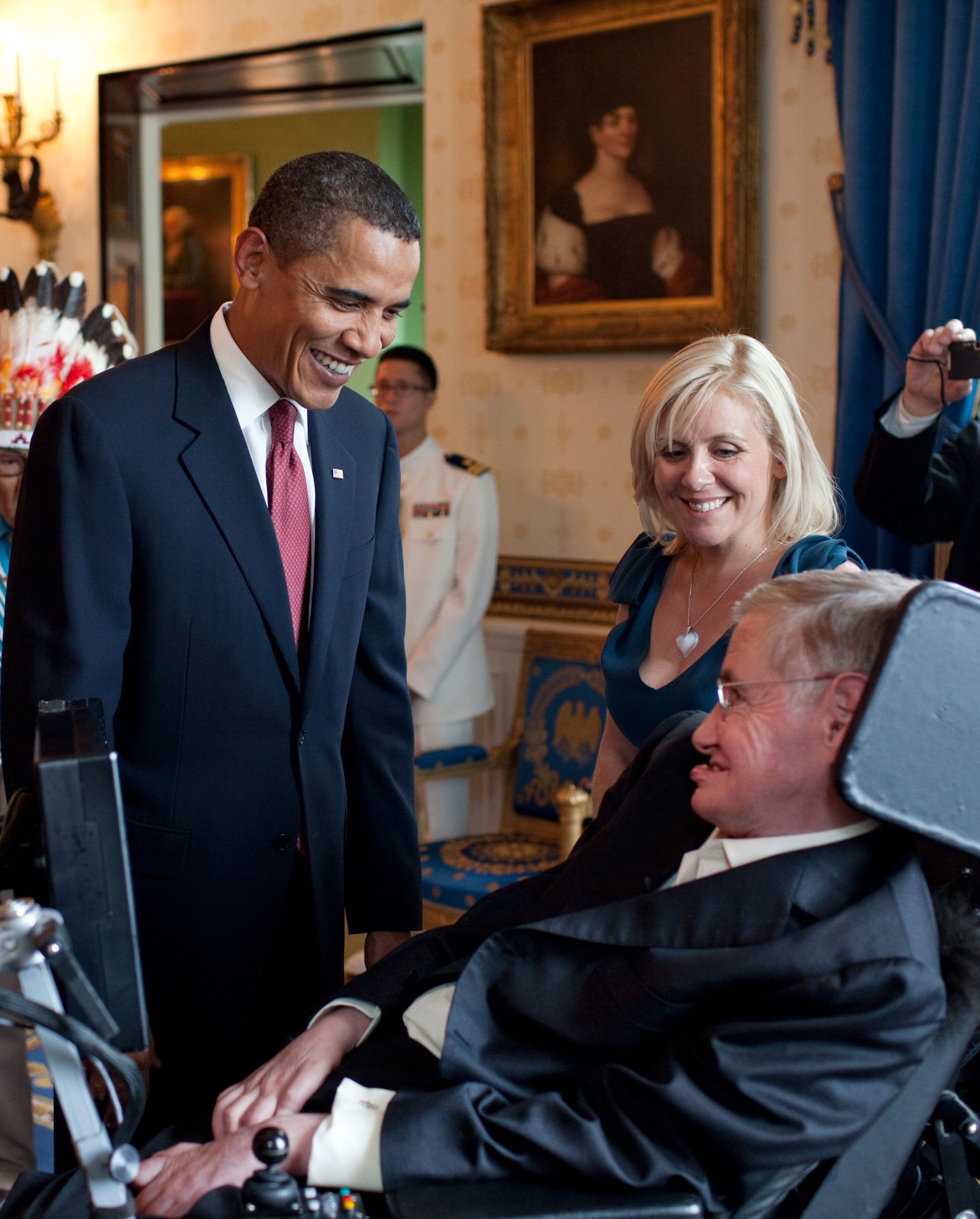
Lucy e Stephen Hawking em 2009 com o Presidente dos EUA, Barack Obama

Era sua aspiração tornar-se uma autora. Seus dois primeiros romances foram Jaded (2004) e Run for your life (2005) (publicado também como Accidental Marathon). Poucos anos depois, ela converteu esses livros para a literatura infanto-juvenil, e em 2007 publicou o George e o Segredo do Universo, uma história de aventura sobre um garoto chamado George, que encontra uma maneira de deslizar através de um portal gerado no computador e viajar ao redor do sistema solar. Este livro foi escrito com o seu pai, Stephen Hawking, e de seu ex-Ph. D. estudante, Christophe Galfard. Ele foi traduzido em 38 idiomas e publicado em 43 países. Outros quatro livros foram publicados na série: George Cósmica Caça ao Tesouro em 2009, George e o Big Bang em 2011, Jorge e o Código Inquebrável , em 2014, e George e a Lua Azul em 2016.
Em 2015, Hawking e a editora Britânica Curved Housed Kids foram premiados com o financiamento da Agência Espacial do reino UNIDO para produzir um projeto de educação de alcance como parte do projeto do astronauta Tim Peake . O resultado foi Principia Space Diary, desenvolvido com Kristen Harrison em Curved House Kids, com especialistas de entrada do Professor Peter MacOwan na Universidade Queen Mary de Londres. No Reino Unido ela chegou a mais de 60 000 alunos e foi nomeado para um prêmio Sir Arthur Clarke Award por Excelência em Espaço de Educação pelo  British Interplanetary Society.
Todos os livros e artigos centram-se em torno do tema do ensino de ciências e a educação para as crianças. Ela teve interesse neste tópico depois de testemunhar um dos amigos do seu filho pedir informações ao seu pai sobre os buracos negros numa festa. Ele respondeu dizendo que ele se iria "transformar em espaguete", e o menino ficou encantado com a resposta. Esta experiência moldou a sua perspectiva sobre o uso de métodos de entretenimento, tais como literatura para crianças e filmes de aventura, para exercer a nova geração "pós-verdade," a política científica e entendimentos.

## Prêmios e reconhecimento
Em abril de 2008, Hawking participou do 50º aniversário da NASA da série aula, contribuindo com uma palestra sobre as crianças e o ensino de ciências. Com base em suas experiências em turnê mundial com George Secret Key e dando palestras sobre física e astronomia para crianças, sua palestra destacou a necessidade de envolver as crianças na ciência em uma idade precoce. alguns meses mais tarde, ela foi a um destinatário de um Prêmio Sapio—um prêmio italiano dedicado a inovadores e pesquisadores—para a popularização da ciência em todo o mundo.
Em 2010, a Universidade do Estado do Arizona nomeou Hawking escritor-em-residência de 2011, do Projeto Origens.
Em 2013, Hawking falou no BrainStem: O Futuro é Agora festival no Perímetro do Instituto de Física Teórica , em Waterloo, Ontário, Canadá.
Em março de 2017, Hawking foi convidada para falar no Emirates Airline Festival em Dubai. Em junho, Hawking foi reconhecida na Fundação Educacional Amesterdão Notícias, que honra a ela e duas outras mulheres em ascensão no campo da ciência.

## Filantropia
Lucy Hawking é vice-presidente do National Star College, uma instituição dedicada a permitir que pessoas com deficiência concretizem o seu potencial através de um aprendizado personalizado, de transição e de estilo de vida de serviços, uma fundação que presta cuidados de saúde e de educação para jovens adultos com complexas e múltiplas deficiências. Ela também  é membro do conselho do Autismo, a Pesquisa de Confiança.

## Vida pessoal
Hawking casou com Alex Mackenzie Smith, em 1998. O casal se divorciou em 2004. Ela tem um filho William (nascido em 1997). Diagnosticado com autismo, ele tem sido uma inspiração para ela em seu apoio para pessoas com espectro autista.